# Stan Ockers

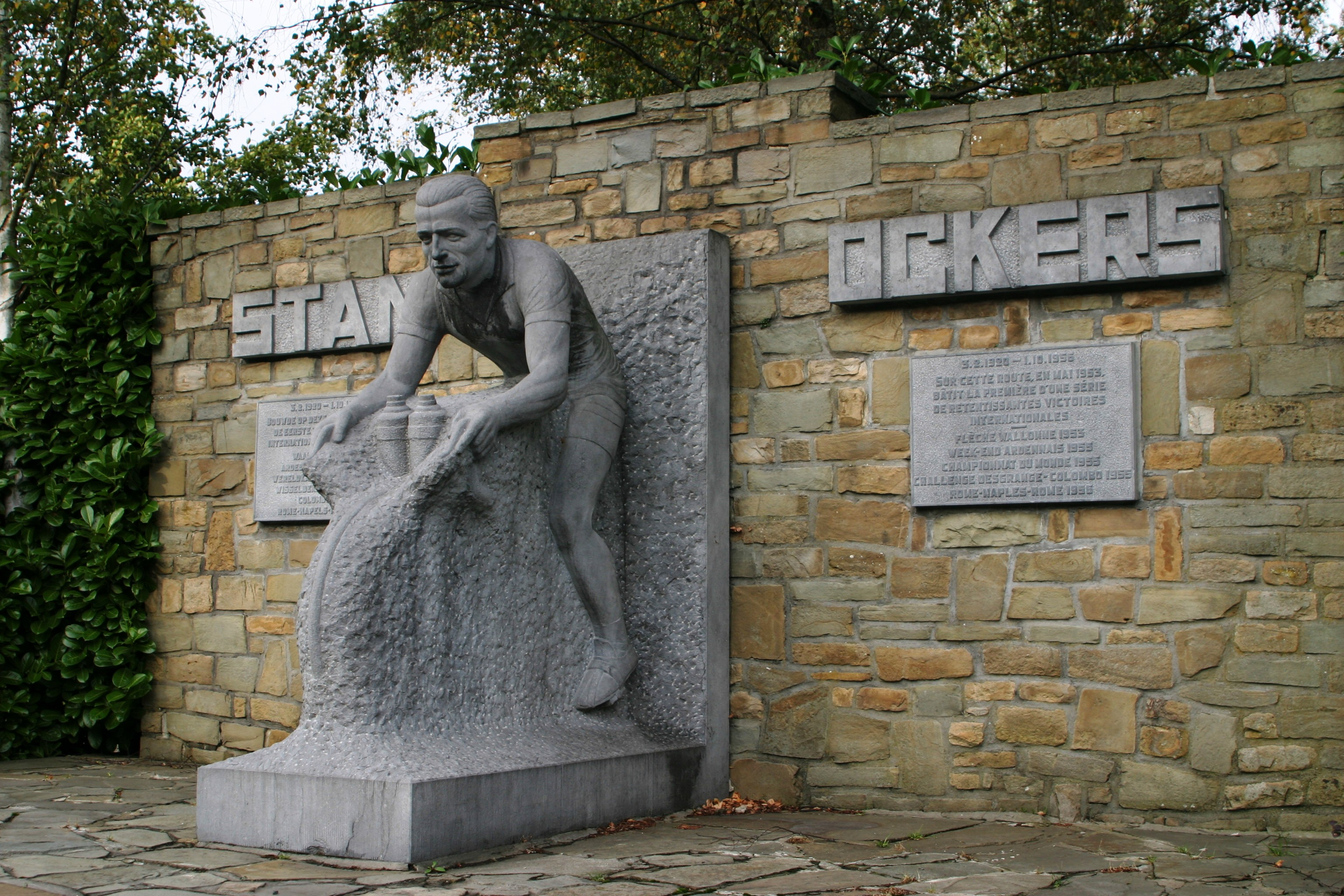
Gedenkteken voor Stan Ockers op de Côte des Forges in de Ardennen

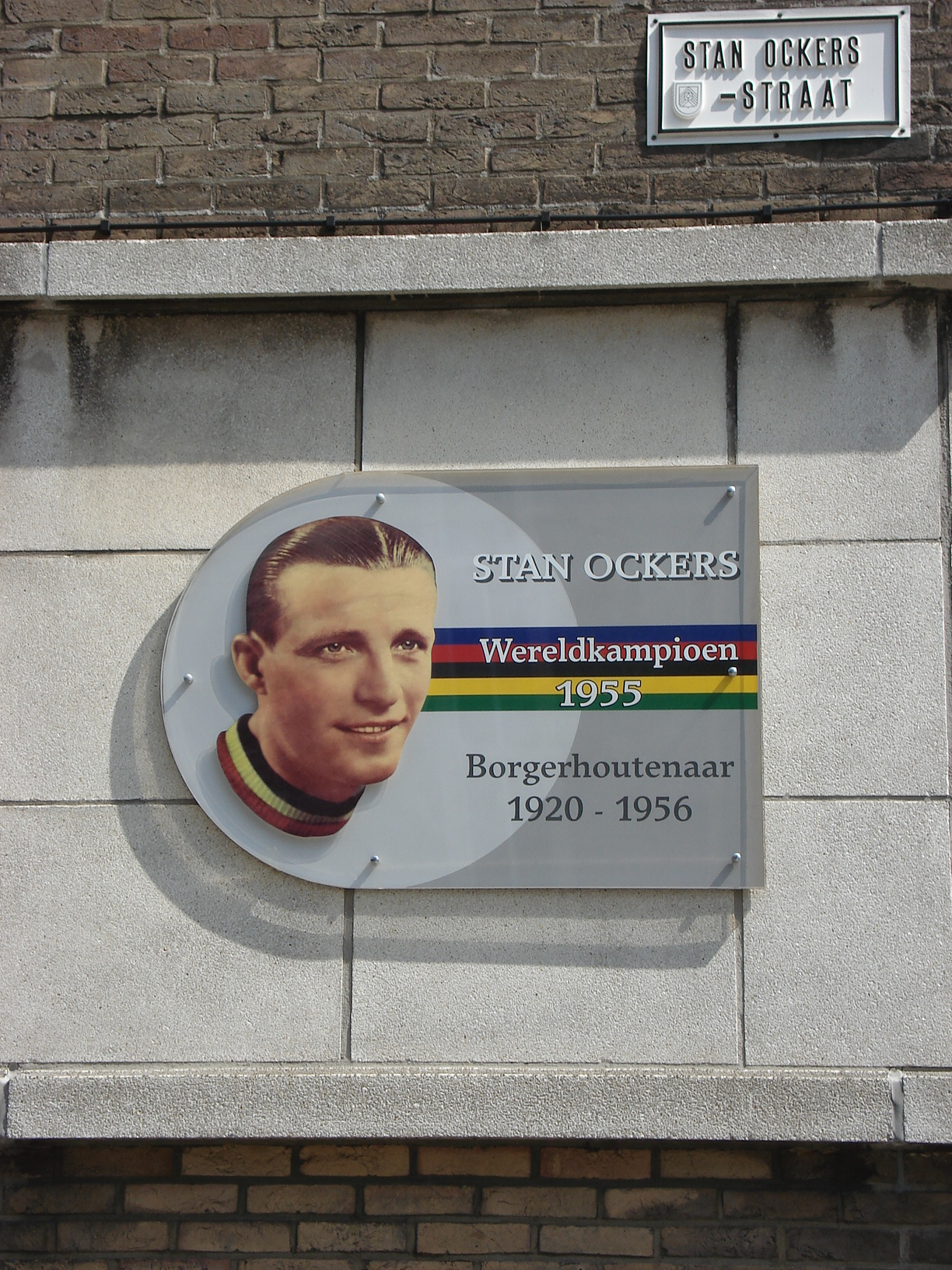
Gedenkplaat Stan Ockers in zijn geboorteplaats Borgerhout

Stan Ockers (Borgerhout, 3 februari 1920 – Antwerpen, 1 oktober 1956) was een Belgisch wielrenner. In het peloton stond hij ook wel bekend als "le rusé" (de listige, de rekenaar).

## Carrière

### Jeugd
Als kind was het altijd Stan Ockers’ droom geweest om profvoetballer te worden. Hij speelde bij de jeugd voor Tubantia Borgerhout. Deze ploeg was op dat moment meer dan een maat te groot voor de tegenstand. Dit kwam onder meer vooral door de sterke spits die de ploeg had namelijk Jef Mermans. Na het vertrek van Jef Mermans gingen de resultaten van de ploeg ook meteen fors verminderen. Stan verkoos dan de fiets boven de bal.

### Profcarrière

#### Debuut
Hij wordt gezien als een selfmade man die vooral teerde op zijn koersinzicht. Zijn bijnaam Le Rusé (de listige) kwam door het feit dat hij zijn gebrek aan klasse trachtte te counteren door te profiteren van anderen. In zijn debuutjaren bij de profs zal Stan Ockers niet veel hoge ogen gooien. Hij is een renner die stelselmatig naar de top is gegroeid. Zijn lichaamsbouw (lengte 1,65 m en gewicht 65 kg) was niet ideaal voor een carrière als wielrenner.

#### Doorbraak
Voor 1953 had hij onder meer het eindklassement van de Ronde van België (1948) en een etappe in de Ronde van Frankrijk (1950) gewonnen. Zijn eerste plaats in de Waalse Pijl 1953 zorgde ervoor dat Ockers op 33-jarige leeftijd definitief doorbrak. Het was de eerste klassieker met enige naam en faam die hij aan zijn palmares kon toevoegen. In heel wat klassiekers wist Stan Ockers de wedstrijden te animeren maar overwinningen bleven uit tot 1955.

#### 1955
Hij slaagde er in 1955 in om een dubbelslag te slaan door op twee dagen tijd zowel de Waalse Pijl als Luik-Bastenaken-Luik te winnen. Tijdens de Tour de France won hij het puntenklassement voor Wout Wagtmans en Miguel Poblet, die respectievelijk 2e en 3e werden. In 1956 herhaalde hij deze krachttoer. Het officieuze puntenklassement had hij ook al gewonnen tussen 1949-1952.
Tijdens het wereldkampioenschap in Frascati (Italië) slaagde Stan Ockers er tegen de verwachtingen in om voor Géminiani, Nencini en Derycke de regenboogtrui te veroveren. Hij wist een achterstand van negen minuten op de kopgroep, met onder anderen Jacques Anquetil, dicht te rijden. Tijdens de laatste vijf kilometer demarreerde hij. Op de laatste beklimming reed Stan Ockers zo soepel omhoog dat hij bij het overschrijden van de top een voorsprong bij elkaar gefietst had van een minuut, om uiteindelijk als winnaar over de meet te rijden.
Later dat jaar zou hij ook de Challenge Desgrange-Colombo in ontvangst mogen nemen.

#### 1956
Stan behaalde een tweede plaats in De Ronde van Vlaanderen na Jean Forestier en voor Leon Van Daele. Hij slaagde er in om tijdens de etappekoers Rome-Napels-Rome maar liefst vijf van de tien ritten te winnen. Hij eindigde met 5’18’’ voorsprong op de tweede, Bruno Monti en een voorsprong van 11’01’’ op de derde Charly Gaul. Tijdens de Tour de France voerde hij met 280 punten, net als in 1955, het puntenklassement aan.

#### Renner van het volk
Door zijn eenvoud en nederigheid groeide Stan Ockers uit tot het symbool van de arbeidersklasse. Hij was een wielrenner die niet vies was van het harde werk ook al kon hij op bepaalde momenten, tot grote ergernis van de tegenstand, in de wielen blijven zitten. Naast zijn prestaties op de fiets hielp hij enkele gezinnen die het moeilijk hadden om rond te komen.

## Overlijden
Stan Ockers overleed op 1 oktober 1956, twee dagen nadat hij een zware val maakte in het Antwerpse Sportpaleis. In volle sprint raakte hij het achterwiel van Nest Sterckx. Tijdens die val liep hij een schedelbreuk op en belandde in coma. Ockers ontwaakte tweemaal uit zijn coma en vroeg telkens naar zijn zoontje. Bij het overlijden was het hele land (België) in rouw. Koning Boudewijn (de toenmalige koning van België) belde naar de weduwe. Honderdduizenden mensen zakten af naar het Antwerpse Sportpaleis, waar de stoffelijke resten van Stan opgebaard lagen, om hem de laatste groet te brengen. Stan Ockers kreeg een uitgebreide uitvaart en werd later opgenomen in de orde van Leopold II.

## Nagedachtenis
In 1957 werd er een herdenkingsmonument ter ere van Ockers opgericht op de Côte des Forges in de Ardennen. Het monument werd gemaakt door Louis Van Cutsem.
In 2005 eindigde hij op nr. 625 in de Vlaamse versie van de verkiezing van De Grootste Belg, buiten de officiële nominatielijst. Op 1 oktober 2006, vijftig jaar na zijn dood, werd een herdenkingsplaat opgericht in de Stan Ockersstraat in Borgerhout nabij het Sint-Erasmusziekenhuis.
Hugo Matthysen schreef ooit een lied over Stan Ockers, getiteld: Stanneke.
In het kunstencentrum De Roma hangt een eerbetoon aan Stan Ockers naast de trappen, met onder andere een lijst van zijn overwinningen.

## Overwinningen
1941
- Scheldeprijs Vlaanderen
- GP Dr. Eugeen Roggeman - Stekene

1944
- Brussel-Everbeeke

1946
- Scheldeprijs Vlaanderen
- Brussel-Sint Truiden

1948
- Eindklassement Ronde van België

1950
- 4e etappe Ronde van Frankrijk

1951
- Zesdaagse van Brussel

1952
- 3e etappe Ronde van Argentinië
- 4e etappe Rome-Napels-Rome

1953
- Waalse Pijl
- Chalon-sur-Saône
- 4e etappe Rome-Napels-Rome

1954
- Schaal Sels
- Zesdaagse van Gent
- 11e etappe Ronde van Frankrijk

1955
- Wereldkampioen op de weg, Elite
- Luik-Bastenaken-Luik
- Waalse Pijl
- Eindklassement Desgrange-Colombo
- Zesdaagse van Antwerpen
- Nationaal kampioen op de baan
- Trophée Gentil

1956
- 5e etappe Dauphiné Libéré
- 9e etappe Dauphiné Libéré
- Eindklassement Rome-Napels-Rome
- Zesdaagse van Antwerpen
- 19e etappe Ronde van Frankrijk

## Resultaten in voornaamste wedstrijden
| Jaar | Ronde van Italië | Ronde van Frankrijk | Ronde van Spanje |
| ---- | ---------------- | ------------------- | ---------------- |
| 1942 |                  |                     |                  |
| 1943 |                  |                     |                  |
| 1944 |                  |                     |                  |
| 1946 |                  |                     |                  |
| 1947 |                  |                     |                  |
| 1948 |                  | 11e                 |                  |
| 1949 |                  | 7e                  |                  |
| 1950 |                  | ↑ (1)               |                  |
| 1951 |                  | 5e                  |                  |
| 1952 | 6e               | ↑                   |                  |
| 1953 | 6e               |                     |                  |
| 1954 |                  | 6e (1)              |                  |
| 1955 |                  | 8e                  |                  |
| 1956 |                  | 8e (1)              |                  |

| Jaar | Milaan-San Remo | Gent-Wevelgem | Ronde van Vlaanderen | Parijs-Roubaix | Luik-Bast.‑Luik | Ronde van Lombardije | Waalse Pijl |  | WK op de weg |  | Wereldranglijsten |
| ---- | --------------- | ------------- | -------------------- | -------------- | --------------- | -------------------- | ----------- |  | ------------ |  | ----------------- |
| 1942 |                 |               | 12e                  |                |                 |                      |             |  |              |  |                   |
| 1943 |                 |               | 33e                  |                | Brons           |                      | 12e         |  |              |  |                   |
| 1944 |                 |               | 14e                  |                |                 |                      |             |  |              |  |                   |
| 1946 |                 | 5e            |                      |                |                 |                      |             |  |              |  |                   |
| 1947 |                 |               |                      |                | 5e              |                      | 4e          |  |              |  |                   |
| 1948 |                 | 12e           |                      |                | 29e             |                      |             |  |              |  |                   |
| 1949 |                 |               |                      |                |                 |                      |             |  | 18e          |  |                   |
| 1950 |                 |               |                      |                |                 |                      |             |  | 7e           |  | 8e (CDC)          |
| 1951 |                 |               |                      |                | 11e             |                      |             |  |              |  |                   |
| 1952 | 32e             |               |                      | 25e            |                 |                      | Zilver      |  | 23e          |  | (CDC)             |
| 1953 |                 |               |                      |                |                 | 4e                   | Goud        |  | ↑            |  | (CDC)             |
| 1954 | 6e              |               |                      | ↑              |                 | 23e                  |             |  |              |  | 5e (CDC)          |
| 1955 |                 |               |                      |                | Goud            | 11e                  | Goud        |  | ↑            |  | (CDC)             |
| 1956 | 10e             | 6e            | ↑                    | 21e            | 20e             |                      | 4e          |  | 4e           |  | (CDC)             |